# مادر پلوتو
مادر پلوتو (به انگلیسی: Mother Pluto) یک انیمیشن کوتاه از مجموعه سمفونی احمقانه است که در ۱۴ نوامبر ۱٩٣۶ منتشر شده است، این اثر توسط دیوید هند کارگردانی و در دیزنی تهیه شده است. در این کارتون سگ معروف و شاداب، پلوتو حضور دارد.

## صداها
- پلوتو: پینتو کالویگ [۱]
- مرغ: فلورنس گیل [۱]